# Messager français du Nord
Le Messager du Nord eller Messager français du Nord var en franskspråkig tidskrift som gavs ut i Köpenhamn 1825-1826. Tidskriften gavs ut som ett nordiskt samarbete. Den utkom en gång i veckan.
Redaktör för tidskriften var Henning Adolf Gyllenborg. Vid hans död tog hans dotter Sophie Gyllenborg över. Hon var även den första professionella kvinnliga översättaren till svenska. Bland skribenter i tidskriften märks Peter Andreas Heiberg, och Carl Otto.